# J·巴爾文
何塞·阿爾瓦羅·奧索里奧·巴爾文（西班牙語：José Álvaro Osorio Balvin，1985年5月7日—），因其藝名J·巴爾文（J Balvin）而聞名，哥倫比亞雷鬼動歌手。

## 生涯
巴尔文于1985年5月7日出生在哥伦比亚麦德林的一个中产家庭他在14歲時開始投入音樂，17歲時與他最好的朋友Jesus Marulanda到美國奧克拉荷馬學習音樂與英文，過不久後到紐約更進一步的學習。在這之後的10年之中，他在美國與哥倫比亞兩地從事音樂、表演與工作，並在這段期間中奠定自己的音樂風格，開始在家鄉麥德林多家熱門夜店表演。
2012年，巴爾文發表mixtape，收錄了他在哥倫比亞早期生涯的熱門歌曲，包括了《En Lo Oscuro》與《Como un Animal》。很快的他發表第一支單曲《Yo Te Lo Dije》。2013年，他的歌在美國有了一些的回響，很多DJ都想與他合作。在2013年的拉丁青少年音樂獎頒獎典禮上的表演，正式打開知名度。年底發行新專輯《La Familia》，空降《告示牌》拉丁專輯榜第1名。
2014年，巴爾文發表波多黎各歌手法魯可跨刀新曲《6 AM》，這首歌首先在美洲和歐洲地區迅速成為熱門歌曲，並讓他躍上國際舞台，成為雷鬼動音樂的一線歌手。許多樂評也將《6 AM》視為他和尼基賈姆、馬盧馬、法魯可、洋基老爹、威辛與楊戴爾、唐歐馬為「重新點燃拉丁音樂狂潮」人物的重要歌曲。《6 AM》在《告示牌》拉丁單曲榜中取得第3名的位置，獲得國際的知名度。
很快的，巴爾文在美國地區發表第二支單曲《Ay Vamos》，這首歌鞏固了他在拉丁流行歌曲的市場，並收錄在《La Familia B Sides》。2015年《Ay Vamos》攻佔《告示牌》拉丁單曲榜的第1名，這首歌的混音版邀請了尼基賈姆、法蘭奇蒙大拿，並被熱門電影《玩命關頭7》當作電影插曲。巴爾文也在許多美國流行英文歌曲中被邀請混音，包括了亞莉安娜·格蘭德的《The Way》、《Problem》，羅賓·西克的《Blurred Lines》，魔力紅的《Maps》，羅西王子的《Stuck on a Feeling》。
巴爾文橫掃了2015年Premios Lo Nuestro的現代流行領域獎項，包括了最佳流行藝人、最佳流行專輯、最佳流行歌曲、最佳流行合作歌曲。2015年4月12日，《告示牌》拉丁音樂獎公布了入圍者，巴拉文總共入圍了13個獎項，在眾提名之中總共有8項提名在同一類別兩次，分別是《Ay Vamos》、《6 AM》被同時提名，創下流行哥倫比亞藝人最多提名次數，而他最終贏得最佳新人、最佳節奏歌曲、最佳節奏藝人，而他將獎項獻給哥倫比亞。
2015年六月，巴爾文為了抵制美國總統唐納·川普對於拉丁裔非法移民攻擊性的汙辱言論，取消了在2015年美國小姐選美的表演，這是他第一次獲得在全球主流電台的表演機會。此外還透過社群媒體發出#LatinosSomosUnidos運動，提高民眾對委內瑞拉與哥倫比亞邊界衝突的警覺與認識，他的動作頗受大眾支持。
2015年7月，巴爾文發表新單曲《Ginza》，立即造成轟動，音樂錄影帶在Vevo上播出不到24小時的時間，就有2百萬點擊，截至2017年7月，已經有6億點擊。《Ginza》在10月登上《告示牌》拉丁榜第1名，並蟬連22周冠軍，成為當時榜史第4長的歌曲，並拿下《告示牌》Hot 100第84名，在多國創下佳績。巴拉文成為史上第一位以拉丁歌曲達到RIAA鑽石唱片的哥倫比亞藝人，包括了《6 AM》、《Ay Vamos》、《Ginza》，代表著這3張單曲皆有60萬張的銷售。
2016年5月，巴爾文發表新專輯的第二支單曲《Bobo》，隨即在《告示牌》拉丁歌曲榜登上冠軍。6月發行新專輯《Energia》，不僅在《告示牌》拉丁專輯榜空降第1名，並在《告示牌》200榜，取得38名的位置，截至2017年，此專輯已獲得RIAA的4張白金唱片認證，並在美國有10萬2千的銷售量。而隨後專輯中發行的單曲，全數進入《告示牌》拉丁歌曲榜前10名，並獲得許多獎項。
2017年6月30日，巴爾文發行由法國DJ威立威廉跨刀的新單曲《Mi Gente》以及音樂錄影帶，與以往的經典雷鬼動風格不同，改以電子舞曲類型，獲得廣大的回響，承襲了由路易斯馮西、洋基老爹、小賈斯汀所演唱的《告示牌》史上最長周數冠軍《Despacito》的拉丁歌曲風潮，成為了國際熱門單曲，且在Spotify全球熱門榜獲得冠軍，獲得《告示牌》第19名。9月，推出與美國天后碧昂絲的混音版本，讓《Mi Gente》成為巴爾文生涯中第一支《告示牌》前十名歌曲，10月，這首歌曲也只花104天的時間突破10億觀看次數。